# John Berryman
John Allyn McAlpin Berryman (născut John Allyn Smith, Jr.; n. 25 octombrie 1914, McAlester⁠(d), Oklahoma, SUA – d. 7 ianuarie 1972, Minneapolis, Minnesota, SUA) a fost un poet și profesor universitar american, născut în McAlester, Oklahoma. El a fost o figură majoră a poeziei americane din cea de-a doua jumătate a secolului al XX-lea și a fost considerat o personalitate cheie a școlii de poezie confesionaliste. Lucrarea sa cea mai cunoscută este The Dream Songs.

## Viața și cariera
John Berryman s-a născut cu  numele John Allyn Smith, Jr. în Oklahoma, unde a crescut până la vârsta de zece ani, când tatăl său, bancherul John Smith, și mama sa, profesoara Martha (de asemenea, cunoscută sub numele de Peggy), s-au mutat la Tampa, Florida. În 1926, în Florida, pe când poetul avea unsprezece ani, tatăl său s-a împușcat mortal într-un act de suicid. Smith era șomer în acea perioadă, iar el și Martha depuseseră amândoi cereri de divorț. Berryman a fost bântuit de moartea tatălui său pentru tot restul vieții sale și a descris mai târziu încercările sale de a se împăca cu ea în cartea The Dream Songs.

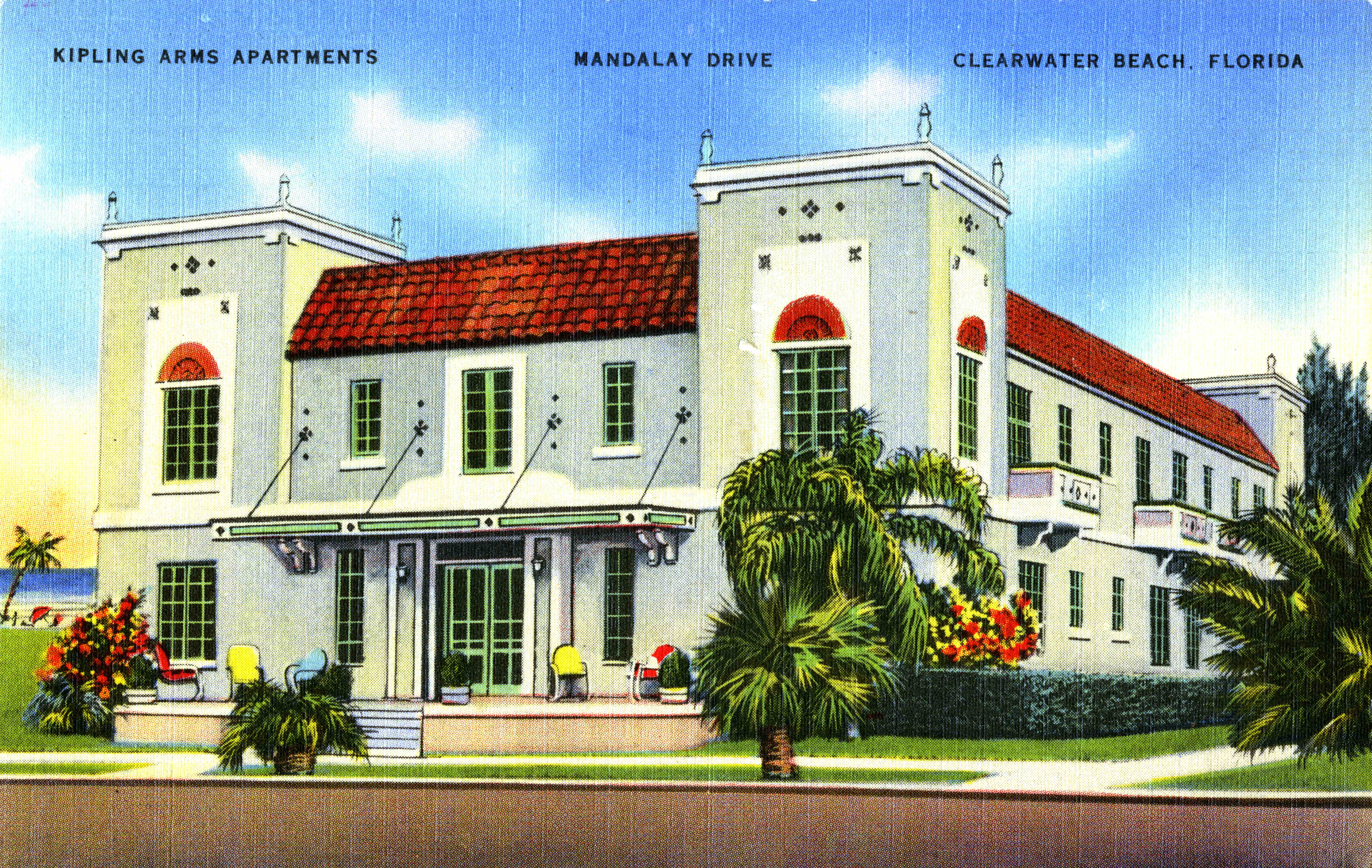
Kipling Arms Apartments, Mandalay Drive, Clearwater Beach, Florida

După moartea tatălui său, la intrarea din spate în Kipling Arms, unde Smith închiriase un apartament, mama poetului s-a căsătorit după câteva luni cu John Angus McAlpin Berryman la New York. Poetul a fost redenumit John Allyn McAlpin Berryman. Mama lui Berryman și-a schimbat prenumele, de asemenea, din Peggy în Jill. Deși tatăl său vitreg a divorțat mai târziu de mama lui, Berryman și tatăl său vitreg au rămas în relații bune. Deoarece atât mama lui, cât și tatăl lui vitreg munceau, mama lui a decis să-l trimită departe la Școala South Kent, o școală privată din Connecticut. Berryman a urmat apoi studii la Columbia College, unde a fost președinte al Philolexian Society, s-au alăturat Boar's Head Society, a redactat revista The Columbia Review, și a studiat cu poetul și cercetătorul literar Mark Van Doren. Berryman a scris mai târziu că Van Doren i-a stârnit interesul pentru a scrie poezies. Timp de doi ani, Berryman a studiat, de asemenea, în străinătate, la Clare College, Cambridge, având o bursă Kellett acordată de Columbia College. A absolvit în 1936.
Cu privire la succesul inițial al poeziei lui Berryman, redactorii volumului Norton Anthology of Modern Poetry notează că „opera de început a lui Berryman a fost inclusă într-un volum intitulat Five Young American Poets, publicat de New Directions în 1940”. Unul dintre ceilalți tineri poeți incluși în carte a fost Randall Jarrell.
Berryman a publicat în curând unele dintre versurile sale timpurii în prima lui carte, editată tot de New Directions Publishing, intitulată simplu Poems, în 1942. Cu toate acestea, primul său volum de poezii mature, The Dispossessed, a apărut de șase ani mai târziu, fiind publicat de William Sloane Associates Cartea a primit în mare parte recenzii negative de la poeți ca Randall Jarrell care a scris, în The Nation, că Berryman era „un [poet] inteligent, nervos și complicat” a cărui poezie din The Dispossessed o imita prea mult pe cea a lui W. B. Yeats. Berryman a fost de acord mai târziu cu această evaluare a operei sale timpurii, declarând: „eu nu voiam să fiu ca Yeats; eu voiam să fiu Yeats”.
În octombrie 1942 Berryman s-a căsătorit cu Eileen Mulligan (ulterior Simpson) într-o ceremonie organizată la Catedrala St. Patrick, iar Van Doren a fost cavalerul său de onoare. Cuplul s-a mutat la Beacon Hill, unde Berryman a predat la Harvard. Căsătoria s-a încheiat în 1953 (divorțul a fost oficializat în 1956), când Simpson s-a săturat să tolereze escapadele sentimentale ale lui Berryman și crizele autodistructive ale acestuia. Simpson își va publica memoriile cu privire la Berryman și la cercul său de prieteni în cartea Poets in Their Youth (1982).
În 1947 Berryman a început o relație cu o femeie măritată, pe nume Chris, prezentată într-un sonet pe care s-a abținut să-l publice, în principal pentru că publicarea sonetelor i-ar fi dezvăluit relațiile lui romantice propriei soții. Cu toate acestea, el a decis în cele din urmă să publice volumul, intitulat Berryman's Sonnets, în 1967. Cartea a inclus peste o sută de sonete.
În 1950 Berryman a publicat o biografie a scriitorului de ficțiune și poetului Stephen Crane, pe care l-a admirat foarte mult, devenind „singura biografie scrisă de un poet american proeminent a marelui scriitor american, Stephen Crane”. Această carte a fost urmată de volumul Homage to Mistress Bradstreet and Other Poems (1956), care conținea ilustrații realizate de artistul Ben Shahn, iar „Homage to Mistress Bradstreet” a fost primul poem al lui Berryman care a atras „atenția națională” și un răspuns pozitiv din partea criticilor. Edmund Wilson a scris că era „cel mai valoros poem lung scris de un american după Țara pierdută a lui  T. S. Eliot”. Atunci când volumul Homage to Mistress Bradstreet and Other Poems a fost publicat în 1959, poetul Conrad Aiken i-a lăudat poeziile mai scurte din carte, pe care le-a crezut chiar mai bune decât  pe care el a crezut că au fost de fapt mai bine decât „Homage to Mistress Bradstreet”.
În ciuda succesului relativ al celui de-al treilea volum de versuri, descoperirea poetică a lui Berryman a avut loc după ce el a publicat volumul 77 Dream Songs în 1964. El a câștigat în 1965 Premiul Pulitzer pentru poezie, care i-a consolidat reputația ca unul dintre cei mai importanți poeți ai generației de după cel de-al Doilea Război Mondial din care mai făceau parte Robert Lowell, Elizabeth Bishop și Delmore Schwartz. Curând după aceea, Berryman a început să beneficieze de o atenție națională în creștere din partea presei, al organizațiilor cultural-artistice și chiar al Casei Albe care i-a trimis o invitație la cină cu președintele Lyndon B. Johnson (deși Berryman a trebuit să o refuze pentru că se afla în Irlanda la momentul respectiv). Berryman a fost ales membru al Academiei Americane de Arte și Științe în 1967 și, în același an, revista Life a publicat un reportaj despre el. De asemenea, în acel an nou-înființata National Endowment for the Arts i-a acordat o bursă de zece mii de dolari (deși el a recunoscut, când a fost întrebat de un reporter din Minneapolis, că el nu auzise niciodată de această organizație mai înainte).
Berryman a predat sau a ținut cursuri la numeroase universități, printre care Universitatea din Iowa (în cadrul Iowa Writers' Workshop), Universitatea Harvard, Universitatea Princeton, Universitatea din Cincinnati și Universitatea din Minnesota, unde și-a petrecut majoritatea carierei sale, cu excepția anului sabatic 1962-193, când a predat la Universitatea Brown. I-a avut ca studenți, printre alții, pe W. D. Snodgrass, William Dickey, Donald Justice, Philip Levine, Robert Dana, Jane Cooper, Donald Finkel și Henri Coulette. Philip Levine a declarat, într-un interviu înregistrat din 2009, că Berryman își lua obligațiile didactice extrem de serios și că „era fermecător ... magnetic și inspirator și foarte exigent față de activitatea [studenților săi], ... [și] el a fost, de asemenea, cel mai bun profesor pe care l-am avut vreodată”. Berryman a fost concediat de la Universitatea din Iowa, după o ceartă cu proprietarul apartamentului în urma căreia a fost arestat, închis peste noapte și amendat pentru tulburarea liniștii publice și pentru beție în public. El a apelat la prietenul său, poetul Allen Tate, care l-a ajutat să obțină un post de profesor la Universitatea din Minnesota.

## Viața personală și moartea
Berryman a fost căsătorit de trei ori. Potrivit redactorilor volumului The Norton Anthology of Modern Poetry, el a dus o viață agitată. În cursul uneia dintre numeroasele internări pentru dezintoxicarea de alcool, în 1970, el a experimentat ceea ce a numit „un fel de convertire religioasă”. Potrivit biografului său Paul Mariani, Berryman a experimentat „o bruscă și radicală trecerea de la o credință într-un Dumnezeu transcendent ... la o credință într-un Dumnezeu care avea grijă de destinele individuale ale ființelor umane și care chiar intervenea pentru ei”. Cu toate acestea, Berryman a continuat să facă abuz de alcool și să lupte cu depresia, așa cum a făcut în cea mai mare parte a vieții sale adulte, și în dimineața zilei de 7 ianuarie 1972 s-a sinucis, sărind de pe Podul Washington Avenue din Minneapolis, Minnesota, pe malul de vest al râului Mississippi.

## Scrieri
- Poems. Norfolk, Ct.: New Directions Press, 1942.
- The Dispossessed. New York: William Sloan Associates, 1948.
- Stephen Crane. New York: Sloan, 1950.
- Homage to Mistress Bradstreet. New York: Farrar, Straus & Giroux, 1956.
- 77 Dream Songs. New York: Farrar, Straus & Giroux, 1964.
- Berryman's Sonnets. New York: Farrar, Straus & Giroux, 1967.
- His Toy, His Dream His Rest. New York: Farrar, Straus & Giroux, 1968.
- The Dream Songs. New York: Farrar, Straus & Giroux, 1969.
- Love & Fame. New York: Farrar, Straus & Giroux, 1970.
- Delusions, Etc. New York: Farrar, Straus & Giroux, 1972.
- Recovery. New York: Farrar, Straus & Giroux, 1973.
- The Freedom of the Poet. New York: Farrar, Straus, & Giroux, 1976.
- Henry's Fate & Other Poems, 1967-1972. New York: Farrar, Straus, & Giroux, 1977.
- Collected Poems 1937-1971. Ed. Charles Thornbury. New York: Farrar, Straus & Giroux, 1989.
- Berryman's Shakespeare. Ed. John Haffenden. New York: Farrar, Straus & Giroux, 1999.
- Selected Poems. Ed. Kevin Young. New York: Library of America, 2004.
- The Heart Is Strange. Ed. Daniel Swift. New York: Farrar, Straus & Giroux, 2014.

## Legături externe
- Lucrări de John Berryman la Open Library
- Lucrări de sau despre John Berryman în biblioteci (catalog WorldCat)
- John Berryman profile and works at the Poetry Foundation
- John Berryman profile and selected works at Academy of American Poets
- Profile and works Arhivat în 13 mai 2008, la Wayback Machine. from Modern American Poetry, University of Illinois
- Peter A. Stitt (1972). „John Berryman, The Art of Poetry No. 16”. The Paris Review.
- Review of The Dream Songs Arhivat în 16 iunie 2009, la Wayback Machine.
- Encyclopedia of Oklahoma History and Culture - Berryman, John Arhivat în 5 ianuarie 2009, la Wayback Machine.
- Modern American Poetry Arhivat în 30 august 2017, la Wayback Machine. Critical essays on Berryman's works
- John Berryman la Find a Grave
- John Berryman at Library of Congress Authorities — with 50 catalog records